# ترماین، کورن‌وال
ترماین (به انگلیسی: Tremaine) یک روستا و محله مدنی در بریتانیا است که در کورنوال واقع شده‌است. ترماین ۵۳ نفر جمعیت دارد.